# Belinda Woolcock
Belinda Woolcock (* 24. Januar 1995 in Melbourne) ist eine australische Tennisspielerin.

## Karriere
Woolcock, die am liebsten auf Hartplätzen spielt, begann im Alter von fünf Jahren mit dem Tennissport. Bislang konnte sie auf dem ITF Women’s Circuit einen Einzel- und sechs Doppeltitel gewinnen.
Ihr erstes Turnier auf der WTA Tour bestritt sie 2012. Sie erhielt eine Wildcard für die Qualifikation zu den Moorilla Hobart International 2012. Dort unterlag Woolcock Kristina Barrois mit 0:6 und 3:6.
2016 startete sie ebenfalls mit einer Wildcard bei der Qualifikation zu den Hobart International 2016. Dort unterlag sie in der ersten Qualifikationsrunde der Spanierin María Teresa Torró Flor mit 4:6 und 4:6.
Für die Australian Open 2016 erhielt sie eine Wildcard für das Hauptfeld im Doppel. An der Seite ihrer Landsfrau Ellen Perez scheiterte sie allerdings in der ersten Runde mit 4:6 und 2:6 gegen Jessica Moore und Storm Sanders.
Im Dezember 2017 gewann sie im Doppel die Australian Open-Australian-Wildcard-Playoffs, womit sie sich eine Wildcard für das Hauptfeld der Australian Open 2018 erspielte. Das Finale gewann sie mit Astra Sharma gegen Destanee Aiava/Tammi Patterson mit 6:1, 3:6, [10:3].
Ihr bislang letztes internationale Turnier spielte Woolcock im Februar 2021. Sie wird daher nicht mehr in der Weltrangliste geführt.

## Turniersiege

### Einzel
| Nr. | Datum           | Turnier | Kategorie   | Belag     | Finalgegnerin       | Ergebnis |
| --- | --------------- | ------- | ----------- | --------- | ------------------- | -------- |
| 1.  | 27. Januar 2019 | Burnie  | ITF $60.000 | Hartplatz | Paula Badosa Gibert | 7:6, 7:6 |

### Doppel
| Nr. | Datum            | Turnier   | Kategorie   | Belag     | Partnerin       | Finalgegnerinnen                        | Ergebnis         |
| --- | ---------------- | --------- | ----------- | --------- | --------------- | --------------------------------------- | ---------------- |
| 1.  | 21. Juli 2017    | Târgu Jiu | ITF $15.000 | Sand      | Samantha Harris | Federica Bilardo Michele Alexandra Zmau | 0:6, 6:4, [10:4] |
| 2.  | 30. Juli 2017    | Târgu Jiu | ITF $15.000 | Sand      | Samantha Harris | Riya Bhatia Oana Gavrilă                | 6:3, 6:2         |
| 3.  | 6. August 2017   | Târgu Jiu | ITF $15.000 | Sand      | Samantha Harris | Margarita Lasarewa Milana Špremo        | 6:1, 7:5         |
| 4.  | 27. April 2019   | Osprey    | ITF $25.000 | Sand      | Pamela Montez   | Arianne Hartono Alexandra Perper        | 7:63, 6:3        |
| 5.  | 18. Mai 2019     | Naples    | ITF $15.000 | Sand      | Mara Schmidt    | Reese Brantmeier Kimmi Hance            | 6:3, 5:7, [10:6] |
| 6.  | 12. Oktober 2019 | Toowoomba | ITF $25.000 | Hartplatz | Abbie Myers     | Haruna Arakawa Misaki Matsuda           | 7:62, 6:3        |